# Paweł Miśkiewicz
Paweł Miśkiewicz (ur. w 1964 roku w Warszawie) – polski aktor i reżyser teatralny.

## Życiorys
Ukończywszy studia najpierw na wydziale aktorskim (w 1989 roku), później na reżyserskim krakowskiej PWST (1995), oraz teatrologię na Uniwersytecie Jagiellońskim, rozpoczął pracę w Starym Teatrze w Krakowie, gdzie był początkowo aktorem, blisko współpracującym z Krystianem Lupą. W 1994 roku zajął się również reżyserią.
W 2000 objął stanowisko dyrektora artystycznego Teatru Polskiego we Wrocławiu; w tym samym roku otrzymał Paszport Polityki, a rok później – dwa Ludwiki za spektakl Rajski ogródek. Laureat nagrody im. Konrada Swinarskiego – przyznawanej przez redakcję miesięcznika „Teatr” – za sezon 2003/2004, za reżyserię przedstawienia „Niewina” Dei Loher w Narodowym Starym Teatrze im. Heleny Modrzejewskiej w Krakowie.
Z dniem 1 października 2007 roku został powołany na dyrektora artystycznego Teatru Dramatycznego m.st. Warszawy.

## Nagrody
- 2004: Nagroda im. Konrada Swinarskiego – za reżyserię przedstawienia „Niewina” Dei Loher w Narodowym Starym Teatrze im. Heleny Modrzejewskiej w Krakowie[1]